# Schwarzer Freitag (1978)

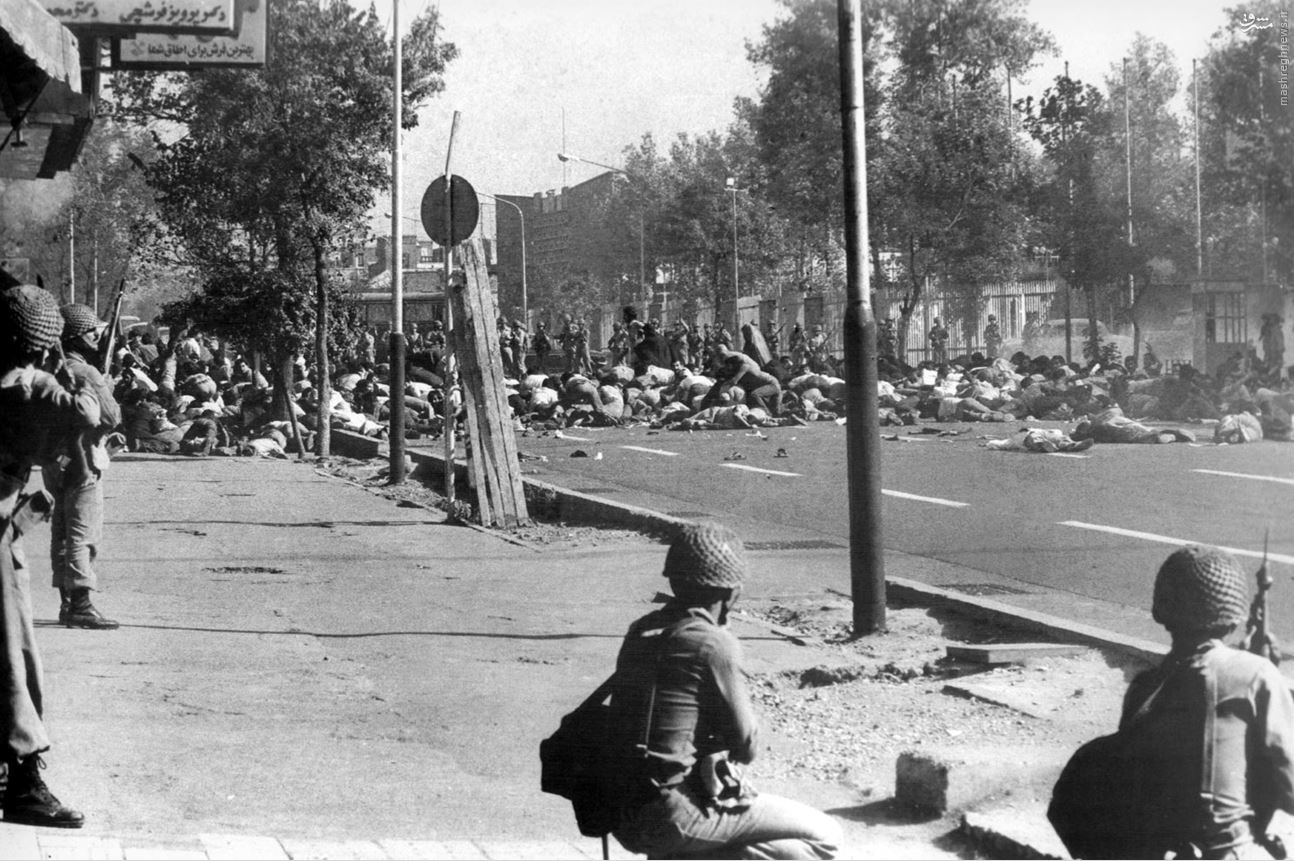
Soldaten und Demonstranten auf dem Schaleh-Platz, Teheran, am 8. September 1978

Als Schwarzer Freitag wird im Iran Freitag der 8. September 1978 (17. Schahrivar 1357) bezeichnet. An diesem Tag kam es zu einer gewaltsamen Demonstration in der Innenstadt von Teheran, an deren Ende ein Schusswechsel zwischen Demonstranten und Soldaten der Armee stand, der 64 Menschen das Leben kostete. Es war ein wichtiges Ereignis im Kontext der Geschehnisse der Islamischen Revolution.

## Weg in die Demokratie
Der 5. August 1978 wurde im Iran als Tag der Verfassung gefeiert. An diesem Tag hatte 77 Jahre zuvor Mozaffar ad-Din Schah ein Dekret unterzeichnet, in dem er Wahlen zu einer verfassungsgebenden Versammlung und die Einrichtung eines Parlaments angeordnet hatte. Mohammad Reza Schah kündigte in einer Rede demokratische Reformen für den Iran an: 

„Dies ist ein neues Kapitel in der Geschichte unseres Landes. … Wir werden dieselben Freiheitsrechte wie in Europa haben und die Grenzen der Freiheit im Iran werden sich von denen in Europa nicht unterscheiden. … Das heißt, es wird Parteien geben, friedliche und unbewaffnete Parteien … Wir werden Redefreiheit und Pressefreiheit auf der Basis eines neuen Pressegesetzes haben, das wir nach dem Vorbild der Pressegesetze der freien Welt formulieren werden. Die kommenden Wahlen werden vollkommen frei sein; jeder hat das Recht zu wählen und jede Stimme wird gezählt werden. … Es muss aber klar sein, dass keine Nation, die sich demokratisch nennt, Schlägereien, Gewalt, Provokationen und Gesetzlosigkeit dulden kann.“

Der Präsident des Senats Dschafar Scharif-Emami präzisierte die Reformvorhaben und sprach von einem „offenen politischen Raum“, mit dem eine Ära der Pressefreiheit und der freien Meinungsäußerung verbunden sei. Die säkulare Opposition war beeindruckt. Premierminister Dschamschid Amusegar ging sogar noch einen Schritt weiter und sprach davon, dass die für das kommende Jahr anstehenden Wahlen vollkommen frei sein würden und dass der offene politische Raum nach den Wahlen weiter ausgedehnt würde.

Der Führer des islamischen Teils der Oppositionsbewegung Ruhollah Chomeini hatte aber bereits im Mai 1978 zu den Absichten des Schahs, das politische System zu reformieren, eindeutig Stellung bezogen. Chomeini hatte erklärt: 

„Von welcher Freiheit spricht er? Es liegt nicht an ihm, Freiheit zu gewähren. Gott hat den Menschen die Freiheit gegeben. Der Islam hat ihnen die Freiheit gegeben.“

## Brandanschläge

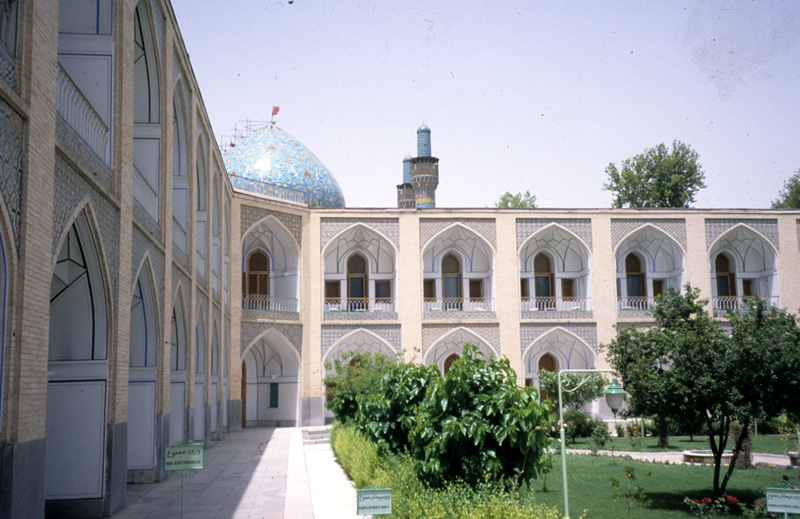
Hotel Schah Abbas

Drei Tage nach der Rede des Schahs kam es zu gewalttätigen Protesten in Isfahan. Demonstranten stürmten das Hotel Schah Abbas (heute Hotel Abbasi), eine ehemalige Karawanserei, die zu einem der schönsten Hotels Irans umgebaut worden war, und setzten Teile des Hotels in Brand. Zwei Tage später, am 11. August 1978, griffen Islamisten Kinos, Läden, in denen Alkohol verkauft wurde, Banken, Regierungsgebäude und das zentrale Büro der Rastachiz-Partei an. Informationsminister Dariusch Homayun beruhigte die Öffentlichkeit und sprach davon, dass dies eben der Preis für mehr politische Freiheit sei, den ein Land bezahlen müsse, wenn es sich in Richtung Demokratie entwickeln wolle.
Von Isfahan griffen die Proteste auf Schiras über. Auch hier kam es zu Brandanschlägen. Die Lage wurde so bedrohlich, dass das Schiras-Kunstfestival, das immer am Ende des Sommers stattfand, abgesagt werden musste. Auch in Ahvaz, Abadan und Qazvin zogen islamistische Gruppen durch die Straßen, zündeten Geschäfte an oder plünderten.

Am 13. August meldete sich Chomeini aus seinem Exil in Nadschaf zu Wort:

„Die Ereignisse von Isfahan und Schiras sind ein weiteres Beispiel für die Verbrechen des Schahs. Die Leute müssen wissen, dass man nirgends in der Welt die Freiheit auf dem Silbertablett serviert bekommt.“

 Noch am selben Tag explodierte in einem vor allem bei amerikanischen Touristen beliebten Restaurant in Teheran eine Bombe und tötete mehrere Gäste.  Am 17. August erklärte Mohammad Reza Schah:

„Ich, die national gesinnten Iraner und die Armee werden es nicht erlauben, dass der Iran in die Hände ausländischer Agenten fällt.“

 Er beschuldigte eine unheilige Allianz von Roten und Schwarzen, das Land zurück ins Mittelalter führen zu wollen.
Während der Schah und die Regierung vom „Weg in die Demokratie“ sprachen, arbeitete Chomeini daran, den Iran auf den Weg in den islamischen Gottesstaat zu führen. Am 19. August, nach iranischem Kalender am 28. Amordad, dem 25. Jahrestag des Sturzes der Regierung Mossadegh, brannten 28 Kinosäle in ganz Iran. Die meisten Toten waren in Abadan bei dem Brandanschlag auf das Cinema Rex zu verzeichnen. Mohammad Reza Schah sprach von der „großen Angst“, die das Land erfassen würde, wenn die Opposition die Macht im Lande übernehmen würde, und Chomeini beschuldigte den Schah, den Brandanschlag in Abadan mit über 400 Toten mit Hilfe des SAVAK inszeniert zu haben, um die sich für die Gerechtigkeit einsetzende iranische Widerstandsbewegung vor der Welt schlecht zu machen. Er hielt es nunmehr für die Pflicht der Opposition, die satanischen Pläne des Schahs in der Welt bekannt zu machen, und es nicht zu erlauben, die humane islamische Bewegung beschmutzen zu lassen.
Die Oppositionsbewegung begann daraufhin, Demonstrationen im ganzen Land zu organisieren. In Deutschland, Belgien, Dänemark und den Niederlanden besetzten iranische Studenten zusammen mit ihren deutschen, belgischen, dänischen oder niederländischen Kommilitonen die Botschaftsgebäude des Iran und forderten den Rücktritt des Schahs. Am 27. August bot Premierminister Amusegar seinen Rücktritt an. Mohammad Reza Schah nahm das Rücktrittsgesuch an, eine Entscheidung, die er später bitter bereuen würde. Neuer Premierminister wurde Dschafar Scharif-Emami.

## Regierung der Nationalen Versöhnung
Die Familie von Scharif-Emami war eng mit der Geistlichkeit verbunden. Er sollte eine Regierung der „Nationalen Versöhnung“ bilden und mit politischen Reformen die Geistlichkeit für die konstitutionelle Monarchie unter Mohammad Reza Schah zurückgewinnen. In seiner Antrittsrede erklärte Scharif-Emami, dass „seine Regierung der nationalen Versöhnung die entstandenen Wunden heilen, die Verfassung achten, die Freiheitsrechte der Bevölkerung wahren und den Wünschen der Geistlichkeit entsprechend wolle“. So verfügte Scharif-Emami die Ablösung des erst neu eingeführten altpersischen Kalenders durch den islamischen Kalender, die Auflösung der Rastachiz-Partei, der iranischen Einheitspartei, sowie die Schließung von Spielhallen und Kasinos. Politische Gefangene, die der Geistlichkeit nahestanden, wurden aus den Gefängnissen entlassen. Im Gegenzug wanderten Personen, die bislang der konstitutionellen Monarchie gedient hatten, unter dem Vorwurf von Korruption und Menschenrechtsverletzungen, ins Gefängnis. Alle Beamten erhielten eine Gehaltserhöhung, die die Inflationsverluste ausgleichen sollte.
Das Ergebnis dieser Politik war katastrophal. Die Inflation wurde weiter angeheizt. Der militärische und politische Auftrag von Armee und Geheimpolizei waren völlig unklar geworden. Bei den regierungstreuen Politikern herrschte Verunsicherung über den weiteren politischen Kurs des Schahs, während sich die Opposition auf dem richtigen Weg sah und den Sturz von Regierung und Schah verstärkt vorantrieb. Chomeini erklärte: „Wir werden keinen Frieden auf Kosten des Blutes unserer Märtyrer schließen. Das Schließen von Kasinos und Kabaretts soll nur dazu dienen, das Volk und seine geistlichen Führer zu täuschen. Keine Partei, Front oder Bewegung wird mit dieser Regierung Frieden schließen. Frieden mit dieser Regierung bedeutet nur, das Volk zu versklaven und Verrat an der Nation zu begehen.“ Die Nationale Front forderte die Auflösung des SAVAK und neben den etablierten politischen Gruppierungen entstanden plötzlich neue Parteien mit selbsternannten Führern, die sich ebenfalls berufen fühlten, Forderungen im Namen des Volkes an die Regierung zu stellen.

## Woche des Schwarzen Freitags

### Montag, 4. September
Am Montag, den 4. September 1978, zum Ende des Fastenmonats Ramadan, verwandelten die Anhänger Chomeinis ein von den Kaufleuten des Basars veranstaltetes Fest des Fastenbrechens in eine Großdemonstration gegen Mohammad Reza Schah. Der Monarch, der an diesem Tag einen Empfang für das diplomatische Korps der islamischen Staaten gegeben hatte, war schockiert. Noch nie seit den Tagen Mossadeghs war die Kritik an seiner Person so offen und unverblümt von Demonstranten geäußert worden. Bis jetzt war er immer noch davon überzeugt gewesen, dass den politischen Forderungen der Opposition, die als Ausdruck der von ihm und der Regierung Scharif-Emami verfügten Freiheitsrechte nun öffentlich formuliert wurden, mit Reformen nachgekommen werden könne. Nachdem er mit eigenen Ohren gehört hatte, dass die Demonstranten seinen Rücktritt forderten, war er sich nicht mehr so sicher.

### Mittwoch, 6. September
Chomeini forderte seine Anhänger am 6. September 1978 auf, nicht nachzulassen und sich nicht von den Reformangeboten der Regierung zu Kompromissen verleiten zu lassen. Die Anhänger Chomeinis demonstrierten weiter. Gerüchte machten die Runde, dass Mohammad Reza Schah eine Militärregierung unter General Gholamali Oveisi einsetzen würde und dass Polizei und Truppen die Anweisung hätten, auf die Demonstranten zu schießen.

### Donnerstag, 7. September
Militante Chomeini-Anhänger starteten einen kleineren Demonstrationszug in Richtung Schahyad-Platz. An die in der Stadt postierten Soldaten war keine scharfe Munition ausgegeben worden, um jede Möglichkeit von Schüssen auf Demonstranten zu verhindern. Die Polizei versuchte zunächst, die Demonstranten mit Tränengas aufzuhalten, zog sich aber zurück, sobald klar wurde, dass die Menge nicht aufzuhalten war. Schnell hatte sich herumgesprochen, dass Polizei und Soldaten nicht schießen würden und dass die weitere Demonstration friedlich verlaufen würde. Jetzt konnten auch die Geistlichen, die sich zunächst zurückgehalten hatten, persönlich ihren Unmut gegen den Schah zum Ausdruck bringen. Mit Taxis fuhren sie schnell zum Schahyad-Platz und forderten Freiheit, Unabhängigkeit, die Freilassung aller politischen Gefangenen, die Auflösung des SAVAK und eine islamische Regierung unter der Führung von Chomeini. Einige militante Anhänger Chomeinis waren zum Schaleh-Platz gezogen und riefen „Tod dem Schah“. Zum ersten Mal war die Forderung nach Abschaffung der Monarchie laut geworden.
Am selben Tag hatte Königin Farah krebskranke Patienten im Krankenhaus der Universität Teheran in der Innenstadt besucht. Als die Umstehenden der Königin gewahr wurden, riefen sie „Lang lebe der Schah“. Am Abend hatte die Regierung den Nationalen Sicherheitsrat einberufen. Premierminister Scharif-Emami berichtete, dass ihm Informationen vorlägen, wonach islamistische Gruppen sich am 8. September am Schaleh-Platz versammeln wollten, dann zum nahe gelegenen Parlament marschieren wollten, das Parlament besetzen und eine islamische Republik ausrufen wollten. Man kam überein, für den kommenden Tag den Ausnahmezustand auszurufen und General Oveisi zum Militärgouverneur von Teheran zu ernennen.

### Freitag, 8. September
Am Freitag, den 8. September 1978 (17. Schahrivar 1357) kam es zu einer dramatischen Zuspitzung der politischen Auseinandersetzungen zwischen Regierung und Opposition, die als Schwarzer Freitag in die Geschichte Irans eingehen sollte. Die Regierung hatte Truppen aufgeboten, um den weiteren Demonstrationen in Teheran Einhalt zu gebieten. Auf dem Schaleh-Platz in der Innenstadt Teherans wollten Soldaten einen Demonstrationszug mit Schüssen in die Luft zum Stehen bringen. Wenige Minuten später lagen tote Demonstranten und Polizisten auf dem Platz, ohne dass zunächst klar war, wie es zu den tödlichen Schüssen gekommen war. Die islamistischen Gruppierungen verbreiteten die Nachricht, dass „tausende friedlicher Demonstranten von zionistischen Truppen massakriert worden seien.“ Angeblich sei aus Panzern und Hubschraubern auf die Demonstranten geschossen worden. Es fanden sich sogar Zeugen, die den Schah persönlich aus einem Hubschrauber auf die Demonstranten schießen gesehen haben wollten. Die Geschichte vom „Massaker auf dem Jaleh-Platz“ war geboren.
Was wirklich an diesem Tag geschah, wurde vom Militär untersucht und von Informationsminister Ameli Tehrani der Presse mitgeteilt. Tehrani gab die Zahl der an diesem Tag bei Zusammenstößen mit den Sicherheitskräften in ganz Teheran Umgekommenen und Verletzten mit 86 Toten und 205 Verwundeten an, wovon 64 Personen am Schaleh-Platz zu Tode gekommen seien. Er erklärte, dass auf die Truppen am Schaleh-Platz geschossen worden sei und dass diese dann zurückgeschossen hätten. In den Zug der Demonstranten hatten sich in Libyen und Palästina ausgebildete professionelle Agitatoren eingereiht, die die Stimmung anheizen sollten. Im Kabinett wurde davon gesprochen, dass bei den Schusswechseln am Schaleh-Platz neben den 64 Demonstranten auch 70 Polizisten und Soldaten ums Leben gekommen seien, was aber nicht bekanntgegeben werden solle.
Die von den Oppositionsgruppen verbreitete Nachricht von „15.000 Toten und Verwundeten“ löste weitere landesweite Demonstrationen gegen die Regierung aus und führte am Ende zu einem Generalstreik, der auch die Ölindustrie erfasste. Die offiziellen Zahlen von den 64 toten Demonstranten vom Schaleh-Platz wollte niemand glauben. Das „Massaker vom Jaleh-Platz“ sollte das Schicksal der Regierung von Premierminister Scharif-Emami und, wie sich bald herausstellen sollte, auch das Schicksal von Mohammad Reza Schah besiegeln. Am 5. November 1978 stand Teheran in Flammen. Verwaltungsgebäude ausländischer Firmen, Kinos, Läden, in denen Alkoholika verkauft wurden, Busse, Autos und vor allem Bankgebäude waren von oppositionellen Gruppen in Brand gesteckt worden. Nahezu 400 Bankfilialen wurden an diesem Tag in Brand gesetzt. Die Regierung der nationalen Versöhnung von Premierminister Scharif-Emami war mit ihrer Politik der Zugeständnisse an die Opposition vollständig gescheitert. Am 6. November 1978 trat Dschafar Scharif-Emami zurück und verließ wenig später den Iran.
Nach der Islamischen Revolution durchgeführte Untersuchungen zu den Vorgängen am 8. September 1978 brachten zu Tage, dass die zunächst verbreitete Zahl von „15.000 Toten und Verwundeten“ auf 84 Tote und eine nicht näher bestimmte Anzahl von Verwundeten, davon 64 Tote am Schaleh-Platz, reduziert werden musste. Damit wurden die vor der Islamischen Revolution von Informationsminister Ameli Tehrani bekanntgegebenen Zahlen bestätigt.

Wie war es überhaupt zu den Schüssen gekommen? Die Soldaten hatten Anweisung, in die Luft zu schießen. Huschang Nahavandi, der ehemalige Kanzler der Universität Teheran, berichtete:

„Die nachträgliche Untersuchung der Ereignisse ergab, dass zunächst aus der Menge heraus auf die Soldaten geschossen worden war. Es hatten sich bewaffnete Palästinenser unter die Demonstranten gemischt. Die Untersuchung einiger Todesopfer zeigte, dass sie aus kürzester Entfernung aus der Mitte der Demonstranten heraus erschossen worden waren. Nahavandi berichtete weiter, dass er im Jahre 1980 einen ehemaligen Unterstützer der Islamischen Revolution getroffen habe, der inzwischen nach Frankreich geflüchtet war. Dieser habe ihm Folgendes erzählt: ‚Meine Wohnung besaß ein Fenster, das sich zum Jaleh-Platz hin öffnete. Vor der geplanten Demonstration wurde ich von islamischen Marxisten kontaktiert. Am Freitag kamen dann zwei bewaffnete Palästinenser vorbei. Vom Fenster meiner Wohnung aus eröffneten sie das Feuer nicht nur auf die Soldaten, sondern auch auf die Demonstranten. Weitere Palästinenser schossen wie Scharfschützen von den Dächern der umliegenden Häuser und aus anderen Wohnungen.‘“

 Diese Aussage deckt sich mit dem auf Band aufgezeichneten Funkverkehr zwischen den Soldaten und ihrem Kommandeur. Die Soldaten berichteten, dass sie aus den Häusern und von den Dächern am Schaleh-Platz beschossen würden. Sie forderten umgehend Verstärkung ausgerüstet mit scharfer Munition an, da an die erste Einsatzgruppe nur Platzpatronen ausgegeben worden waren.

Huschang Nahavandi berichtet weiter:

„Zwei Tage nach dem Schwarzen Freitag nahm die Polizei einen gewissen Ayatollah Alameh Nouri fest. Wie sich heraus stellte, handelte es sich um Scheich Yahya Nasiri. Er war wegen aufrührerischen Verhaltens und Brandstiftung verhaftet worden. In seiner Wohnung fanden sich mehrere Pässe ausgestellt auf arabische Länder, erhebliche Mengen Bargeld sowie Dokumente, die auf eine geplante ‚Provokation‘ bei der Demonstration vom letzten Freitag hindeuteten.“

Ahmad Samii beschrieb die Demonstration am Schwarzen Freitag wie folgt:

„Als erstes zündeten sie das Benzin an, das sie mitgebracht hatten. Als Panik in der Menge ausbrach, wurden noch Autos umgeworfen und in Brand gesetzt. Dann wurde ein Geschäft in der Ave. Farahabad in Brand gesteckt. Plötzlich hörten wir Maschinengewehrfeuer.“

Auch Masud Mohit bestätigt, dass palästinensische Guerilla-Kämpfer illegal über die Grenze des Irak in den Iran gekommen waren. Mehr als hundert palästinensische Guerilla-Kämpfer waren vom Militär verhaftet und ins Gefängnis Daschte Mischan in Khusestan gebracht worden. Einigen Kämpfern war es offensichtlich gelungen, bis nach Teheran zu gelangen.

## Die weitere Entwicklung
In den folgenden zwei Monaten kam es zu Demonstrationen und Arbeitsniederlegungen der öffentlich Bediensteten sowie zu Streiks der Arbeiter. Die Streiks und Arbeitsniederlegungen begannen meist mit Forderungen nach höheren Löhnen, um einen Ausgleich für die gestiegenen Preise zu erreichen. Nach und nach kamen zu den ökonomischen Forderungen auch politische Forderungen hinzu, wie die Aufhebung des Ausnahmezustandes, die Auflösung des Parlaments, die Auflösung des SAVAK, Freiheit für alle politischen Gefangenen und die Rückkehr von Chomeini aus seinem Exil. Ende Oktober 1978 war die Arbeit in den Behörden und der Wirtschaft nahezu zum Erliegen gekommen.
Da Soldaten und Polizei nach den Vorfällen auf dem Schaleh-Platz die Anweisung hatten, nicht zu schießen, wurden sie mehr und mehr zur Zielscheibe gewalttätiger Angriffe. Soldaten, Polizisten und Mitarbeiter des SAVAK wurden regelrecht hingerichtet. Angst machte sich in den Familien der Angehörigen der Polizei und der Streitkräfte breit, da sie ohne die Möglichkeit, von ihrer Schusswaffe Gebrauch machen zu können, den Angriffen militanter Islamisten nahezu schutzlos ausgeliefert waren. Vermehrt wurden auch Familienmitglieder und Verwandte von Soldaten und Polizisten bedroht. Die Bereitschaft, sich für eine Regierung einzusetzen, die sie nicht beschützen konnte, nahm von Tag zu Tag ab.